# Блюм, Илья Самуилович
Илья́ Самуи́лович Блюм (26 октября 1914, п. Труды, Полоцкий уезд, Витебская губерния, Российская империя — 12 декабря 1989, г. Йошкар-Ола, Марийская АССР, СССР) — советский и российский промышленный руководитель, общественно-политический деятель. Директор Йошкар-Олинского завода полупроводниковых приборов (ЗПП) (1966—1976), председатель Совета директоров Йошкар-Олы. Заслуженный деятель науки и техники Марийской АССР (1967). Почётный гражданин Йошкар-Олы (1977). Кавалер ордена Ленина (1971).

## Биография
Родился в семье служащего стеклозавода. В 1941 году окончил Белорусский политехнический институт. Работал инженером в г. Минске.
С началом Великой Отечественной войны эвакуирован в г. Йошкар-Олу Марийской АССР: старший механик Стройуправления № 16. С октября 1941 года — на заводе № 298 / заводе электроприборов / ЗПП. Прошёл трудовой путь от слесаря до главного инженера завода (1948). 
С 1960 года — заместитель начальника, главный инженер Управления машиностроения Марийского совнархоза.
С 1963 года — главный инженер, в 1966—1976 годах — директор, в 1976—1988 годах — старший инженер ЗПП. Отличался необычайной работоспособностью и знанием производственной технологии. Создатель музея ЗПП.
Автор книги воспоминаний «Вдали от фронта» об истории Йошкар-Олинского завода полупроводниковых приборов (Йошкар-Ола, 1985).

## Общественная деятельность
- Избирался депутатом Йошкар-Олинского городского Совета депутатов трудящихся[1][2].
- Был членом Йошкар-Олинского горисполкома, членом Марийского ОК КПСС[1][2].
- Председатель Совета директоров Йошкар-Олы[1][2].

## Звания и награды
- Заслуженный деятель науки и техники Марийской АССР (1967)[1][2]
- Почётный гражданин Йошкар-Олы (1977)[1][2]
- Орден Ленина (1971)[1][2]
- Орден Октябрьской Революции (1976)[1][2]
- Орден «Знак Почёта» (1956, 1965)[1][2]
- Медаль «За отвагу на пожаре» (1973)[1][2]
- Почётная грамота Президиума Верховного Совета Марийской АССР (1964, 1974)[1][2]